# László Német
Ladislav Nemet (madžarsko Német László) madžarski rimskokatoliški duhovnik, redovnik verbit, beograjski nadškof in kardinal * 7. september 1956, Odžaci (Vojvodina, Srbija; tedaj: FLR Jugoslavija).

## Življenjepis
Ladislav se je rodil 7. septembra 1956 v Odžacih v Bački (Vojvodina), kjer je hodil v osnovno šolo. Srednjo šolo je obiskoval v Subotici, a gimnazijo v škofijskem semenišču "Paulinum".
Nato je vstopil k redovnikom verbitom ter odšel na študij filozofije in teologije. Študiral je na Poljskem v Pieniężnem.
Večne zaobljube je napravil v istem mestu 8. septembra 1982, a v duhovnika je bil posvečen 17. aprila 1983.
Doktoriral je iz dogmatike na Gregoriani v Rimu. 
Služboval je kot vseučeliščni kaplan na Filipinih 1987, nakar je poučeval na Poljskem. Potem je odšel v Avstrijo, kjer je predaval dogmatiko v Mödlingu. Bil je predstojnik pri Sv. Gabrijelu in pomočnik v bližnji župniji. 
Od 1996 je predaval na Filozofski fakulteti Družbe Jezusove Avgustin Bea v Zagrebu bogoslovje stvarjenja. Od 2002 je predaval misijologijo.
Delal je tudi v diplomaciji. Na Dunaju je bil v letih 2000-04 sodelavec poslanstva Svetega sedeža pri uradu Organizacije Združenih narodov.
Od 2004 do 2007 je bil provincijal madžarske verbitske pokrajine. Od 15. julija 2006 je bil tajnik Madžarske škofijske konference. V Budimpešti je duhovno oskrboval vernike in načeloval pri mašah v hrvaščini.

### Škofovsko posvečenje
23. aprila 2008 ga je Benedikt XVI. imenoval, a v četrtek, na praznik svetega Cirila in Metoda – 5. junija 2008 – je bil posvečen za zrenjaninskega škofa.  
1. Prvi posvečevalec je bil ostrogonsko-budimpeštanski nadškof in madžarski primas Erdő; soposvečevalca pa sta bila
2. apostolski nuncij na Madžarskem Janusz (od 2011 do 2018 pa v Sloveniji) ter
3. upokojeni zrenjaninski škof Huzsvár.

Maša in obred sta potekala v latinščini, madžarščini in srbohrvaščini; evangelij pa so brali v madžarščini, srbohrvaščini, nemščini in bolgarski paljčanščini (banatska bolgarščina).

## Delovanje
Nemet govori veliko jezikov: med drugimi madžarsko, srbohrvaško, angleško, nemško, poljsko, latinsko, špansko in italijansko. 
Napisal je tudi nekaj knjig. Med njimi je najbolj znana  Bogoslovje stvarjenja.

18. maja 2016 je bila duhovna obnova za duhovnike in redovnike ter slovesno odprtje izrednega svetega leta Božjega usmiljenja v božjepotni cerkvi v Bački v Doroslovem, ki ga je napovedal papež Frančišek. Slovesno odpiranje svetih vrat je vodil subotiški škof Ivan Penzeš, pridigal je banatski škof Ladislav Nemet, mašo je vodil novi apostolski nuncij v Srbiji Luciano Suriani, poleg 80 duhovnikov sta bila navzoča tudi grkokatoliški egzarh Jurij (Đura) Džudžar in rimskokatoliški škof za Srem Jurij (Đuro) Gašparovič. 
Od 2016 je László Német tudi predsednik Mednarodne škofovske konference svetega Cirila in Metoda. 

### Roosov odstop in nov nastop
Papež Frančišek je v skladu s smernicami Drugega vatikanskega koncila sprejel 16. maja 2018 odstop temišvarskega škofa Martina Roosa, ki ga je ponudil, ker je napolnil predpisanih 75 let starosti. 
Papež Frančišek pa ga je z odlokom št. 337 z dne 6. marca 2020 po Kongregaciji za škofe imenoval za apostolskega upravitelja "pleno titulo" škofije Zrenjanin v okviru trenutnega zdravstvenega stanja škofa Németa. Novico je 12. marca 2020 objavila uradna spletna stran zrenjaninske škofije (Becicherecul Mare). 11. marca je škof Martin Roos imel prvo srečanje z duhovščino sestrske škofije na škofijskem ordinarijatu v Zrenjaninu v navzočnosti apostolskega nuncija v Srbiji Surianija. Naslednji dan je Roos opravil bratski obisk pri bolnem škofu Németu.
Zaradi uvedbe izrednega stanja, ki je bilo uvedeno 15. marca 2020 v zvezi s korono ter je trajalo vse do 6. maja istega leta, se iz Romunije, kjer se je tedaj nahajal, ni mogerl vrniti v Banat vse do konca tega stanja, 6. maja 2020. V naslednjem času je opravil pastirske obiske po vseh banatskih farah in se srečal tako z duhovniki kot verniki - opravil je tudi nekaj birm.
Po okrevanju je nadaljeval službo zrenjaninskega škofa dr. Ladislav Nemet.

### Beograjski nadškof in metropolit
Dne 5. decenbra 2022 ga je papež Frančišek kot naslednika Stanislava Hočevarja imenoval za beograjskega nadškofa in metropolita.
Slovesno umeščenje je bilo v beograjski sostolnici Blažene Device Marije na Vračarju 10. decembra 2022 ob navzočnosti in sodelovanju številnih škofov, duhovnikov, redovnikov in vernikov.

### Kardinal svete Rimske Cerkve
Dne 6. oktobra 2024 je papež sporočil imena kardilanov, ki jih bo imenoval na naslednejem konzistoriju v začetku decembra tega leta. Papež Frančišek je torej ob tej priliki napovedal, da namerava med drugimi tudi Nemeta 8. decembra postaviti za kardinala. a date that was later changed to 7 December.On je tako prva osebnost iz Srbije, ki je bila sploh kdaj v zgodovini imenovana v kardinalski zbor.Po njegovem menju ga je papež Frančišek izbral zaradi njegove zavezanosti sinodalnemu dogajanju, saj je vodil sinodo v Zrenjaninski škofiji ravno "v času pred izbruhom korone in torej še preden je papež začel tovrstno prenovo vesoljne Cerkve". Predpostavlja tudi, da bodo na njegovo imenovanje v srbskem in hrvaškem tisku prihajali tako ugodni kot neugodni politični odzivi.